# Hemitriccus inornatus
El titirijí de Pelzeln o mosqueta de Pelzeln (Hemitriccus inornatus) es una especie de ave paseriforme de la familia Tyrannidae perteneciente al numeroso género Hemitriccus. Es nativo del norte de América del Sur.

## Distribución y hábitat

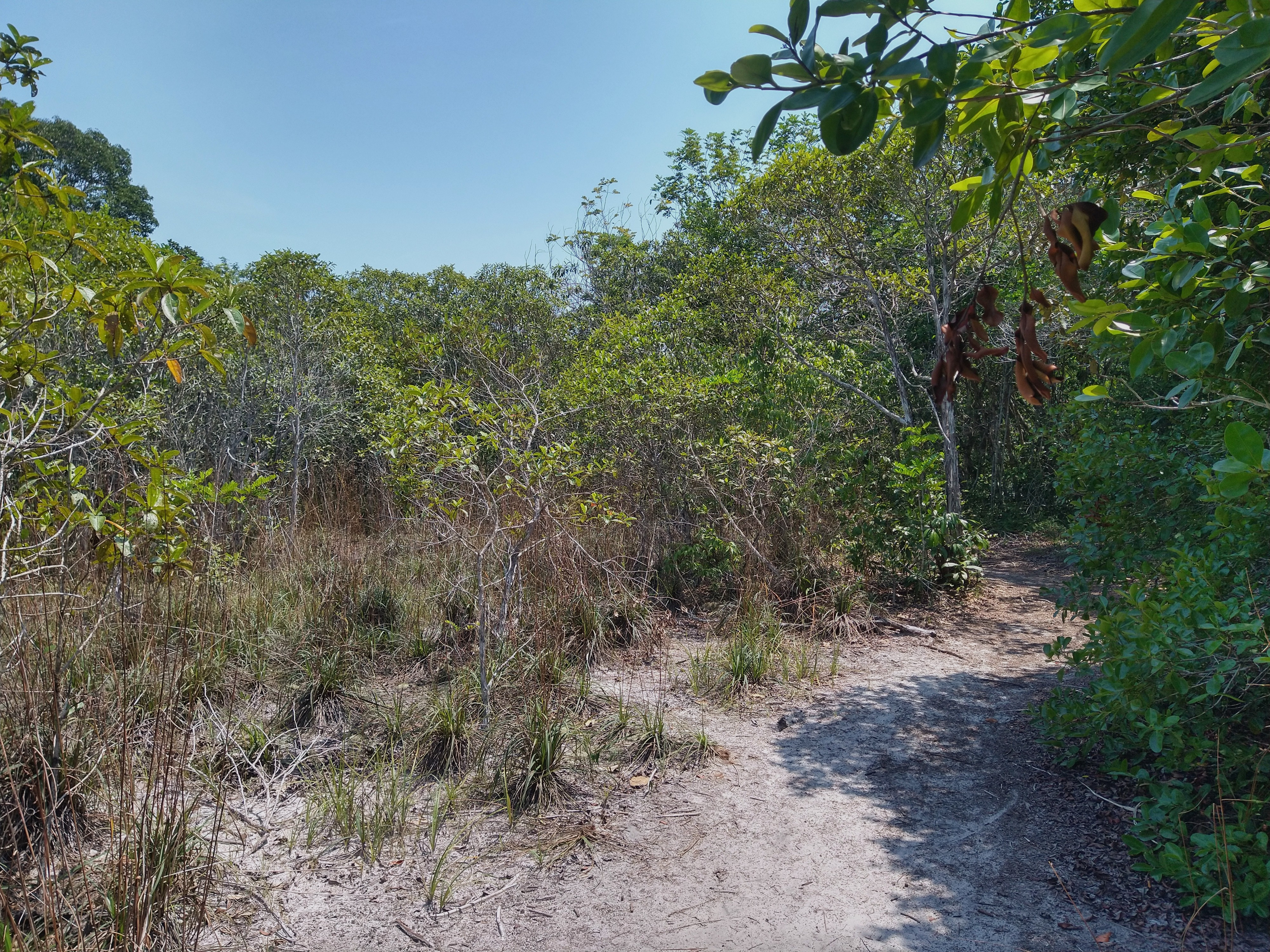
Bosque de campina en Presidente Figueiredo, Amazonas, Brasil, ejemplo de hábitat de la especie.

Se distribuye localmente en el río Negro y sus tributarios y recientemente también registrada en Roraima (en el río Branco) y Pará, en el norte de Brasil, y en el centro de Surinam; probablemente también se encuentre en las adyacencias de Venezuela y Colombia.
Esta especie es considerada muy local, pero aparentemente puede ser común en su hábitat natural correcto: los bosques de arenas blancas, que van de altos a enanos, distribuidos fragmentadamente, denominados campinas, por debajo de los 200 m de altitud.

## Sistemática

### Descripción original
La especie H. inornatus fue descrita por primera vez por el ornitólogo austríaco August von Pelzeln en 1868 bajo el nombre científico Euscarthmus inornatus; la localidad tipo es: «Río Içana, margen derecha del alto Río Negro, noroeste de Brasil.»

### Etimología
El nombre genérico masculino «Hemitriccus» se compone de las palabras del griego « ἡμι hēmi» que significa ‘pequeño’, y « τρικκος trikkos»: pequeño pájaro no identificado; en ornitología, «triccus» significa «atrapamoscas tirano»; y el nombre de la especie «inornatus», proviene del latín ysignifica ‘liso, sin adornos’.

### Taxonomía
Anteriormente estuvo situada en el género Euscarthmornis y más recientemente, en Idioptilon, ambos ahora obsoletos. También anteriormente fue considerada una subespecie de Hemitriccus margaritaceiventer; puede ser más próxima a H. minimus. Es monotípica.